# Zhu Yi (Tres Regnes)
En aquest nom xinès, el cognom és Zhu.
Zhu Yi (mort el 257 EC), nom estilitzat Jiwen (季文), va ser un general militar de Wu Oriental durant el període dels Tres Regnes de la història xinesa. Era el fill de Zhu Huan. Zhu va ser part d'un exèrcit de reforç enviat pel regent Sun Lin per ajudar a la revolta de Zhuge Dan dins de l'estat rival de Cao Wei.
Al llarg de la carrera de Zhu, va acabar obtenint nombroses derrotes; cosa que va provocar la ira de Sun Lin. Va ser executat per ordre de Sun després de la seva derrota a mans de Wang Ji.